# Schellingwouderbreek

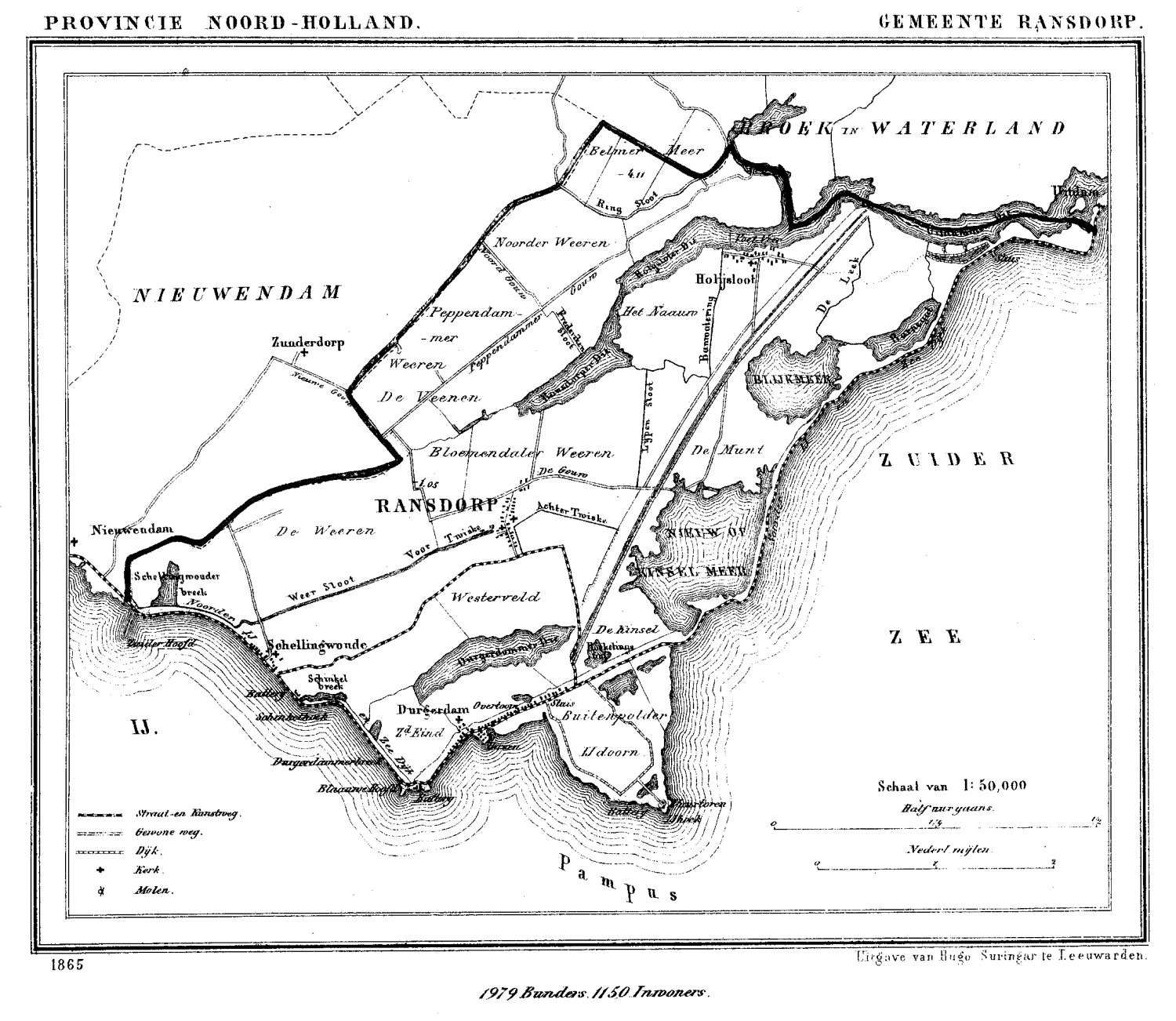
Kaart van de gemeente Ransdorp uit 1865 met de Schellingwouderbreek, linksmidden tussen Schellingwoude en Nieuwendam, net boven 'IJ'.

De Schellingwouderbreek is een meer in Amsterdam-Noord. De breek is een provinciaal monument.

## Geschiedenis
De Schellingwouderbreek is een dijkdoorbraakkolk (breek of braak) die ontstond tijdens de Allerheiligenvloed van 1570 waarbij de Noorder IJ- en Zeedijk bij Schellingwoude doorbrak, net ten oosten van de (gemeente)grens van Nieuwendam. Wegens gebrek aan geld en middelen is het water nooit drooggemaakt en zo een herinnering gebleven aan de overstroming van 1570.
Tot 1921 lag het meertje in de gemeente Ransdorp (grenzend aan Nieuwendam) die dat jaar door Amsterdam werd geannexeerd.

## Schellingwouderbreekpark
In de jaren zestig kwam het meertje tussen de stedelijke bebouwing van Nieuwendam te liggen, verdeeld over de wijken Tuindorp Nieuwendam en Waterlandpleinbuurt. Het park rond de Schellingwouderbreek is rond 1960 aangelegd. Daarvoor waren hier weilanden met boerderijen.
De oevers van het meertje werden in het kader van de aanleg van het Schellingwouderbreekpark gewijzigd. Sindsdien is het een soort vijver in dit park. Het park ligt ten oosten van de Monnikendammerweg, ten westen van de Werengouw, ten zuiden van de Volendammerweg en ten noorden van de Zuiderzeeweg.
Het water staat in verbinding met de Ringsloot rond Nieuwendam. In de waterpartij bevinden zich aan de noordzijde een tweetal eilandjes die onderling en met de vaste wal zijn verbonden met een pad. Aan de westzijde bevinden zich een tweetal schiereilandjes. De grazige oevers worden door veel watervogels als rustplaats gebruikt.
Sinds 2010 vormen park en vijver een geheel met het ten zuiden van de Schellingwouderdijk gelegen nieuwe Schellingwouderpark. In 2020 hebben de 'Vrienden van het Schellingwouderbreekpark' aan de kant van de Volendammerweg een gedenkplaat met een barstend 'IJ' geplaatst om te attenderen op de ontstaansgeschiedenis van de breek.

### Bruggen 990-993
Aan de oostzijde van de Schellingwouderbreek lagen van 1967 tot en met 1969 vier uitgegraven eilandjes, die onderling verbonden waren met dammen. Bij de afwerking van oktober 1969 tot mei 1970 werden hier naar ontwerp van de Dienst der Publieke Werken vier voetbruggen neergelegd. De originele bruggen bestonden op de betonnen landhoofden grotendeels uit hout (fundering, overspanning, dwarsliggers en leuningen). De bruggen zijn minimaal één maal gerenoveerd.
| Brugnummer | Type       | Wijk                 | Straat/weg | Overspant | Afbeelding        |
| ---------- | ---------- | -------------------- | ---------- | --------- | ----------------- |
| 990        | Vaste brug | Schellingwouderbreek | voetpad    | inham     | Meer afbeeldingen |
| 991        | Vaste brug | Schellingwouderbreek | voetpad    | inham     | Meer afbeeldingen |
| 992        | Vaste brug | Schellingwouderbreek | voetpad    | inham     | Meer afbeeldingen |
| 993        | Vaste brug | Schellingwouderbreek | voetpad    | inham     | Meer afbeeldingen |

<<< · 900 · 901 · 904 · 905 · 906 · 907 · 908 · 909 · 912 · 913 · 914 · 915 · 916 · 917 · 918 · 919 · 920 · 923 · 924 · 930 · 932 · 933 · 934 · 935 · 936 · 937 · 939 · 943 · 944 · 945 · 946 · 947 · 948 · 949 · 950 · 951 · 952 · 953 · 954 · 956 · 957 · 958 · 959 · 960 · 961 · 962 · 963 · 964 · 965 · 966 · 967 · 968 · 970 · 971 · 972 · 973 · 974 · 975 · 978 · 979 ·  980 · 981 · 984 · 985 · 986 · 987 · 988 · 989 · 990 · 991 · 992 · 993 · 994 · 995 · 996 · 997 · 998 · 999 · >>>
Brugnummers  902, 903, 910, 911, 920, 921, 922, 925, 926, 927, 928, 929, 931, 937, 938, 940, 941, 942, 955, 969, 976, 977, 982, 983 zijn niet (meer) vergeven.